# Абель, Мари
Ма́ри А́бель (эст. Mari Abel;  род. 14 января 1975) —  эстонская актриса кино, театра и телевидения.

## Карьера
В 2004 году окончила Высшую школу исполнительского искусства Эстонской музыкальной академии (курс Инго Нормета). С апреля 2004 по 2011 год она была актрисой труппы   Театра фон Краля,  уйдя оттуда работает фрилансером по приглашению в различных театрах Эстонии.
В 2017 году она получила приз за лучшую женскую роль на фестивале «Нарген» за роль в «Адамовом яблоке» и премию лучшей актрисе Эстонского театрального союза за роль на сцене Театра фон Краля в спектакле «Рай».

## Личная жизнь
Замужем за информатиком Агу Кивимяги. У пары пятеро детей  — Ричард Маркус, Карл Александр, Энн Мари, Ева Кирке и Саара Ли.  Живёт в Нымме.